# 漏斗糕

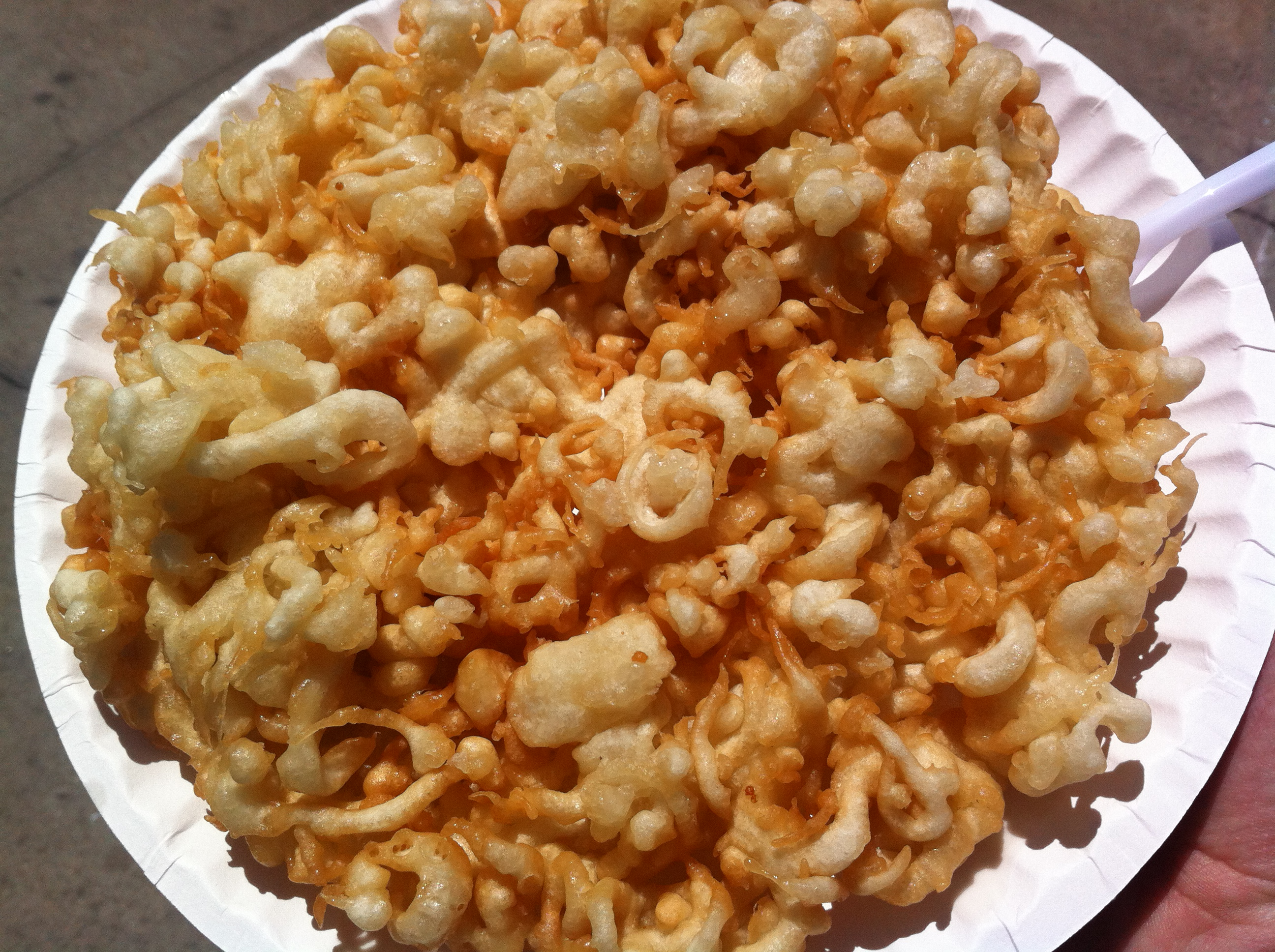
無調味的漏斗糕

漏斗糕（Funnel cake）是北美流行的一種油炸麵糊食物，得名於製作時會將麵糊放入漏斗中將麵糊滴入油鍋中油炸而成。炸好後會撒上糖粉、果醬、肉桂或巧克力。通常在狂歡節或集市時推出。